# Карачун (Ровненская область)
Карачун (укр. Карачун) — село в Малинской сельской общине Ровненского района Ровненской области Украины.
До 2020 года входило в Березновский район.
Население по переписи 2001 года составляло 44 человека. Почтовый индекс — 34610. Телефонный код — 8-03653. Код КОАТУУ — 5620486202.